# Et soudain, tout le monde me manque
Pour plus de détails, voir Fiche technique et Distribution.
Et soudain, tout le monde me manque est un film français écrit et réalisé par Jennifer Devoldère, sorti le 20 avril 2011.

## Synopsis
Le film analyse la relation entre un père, Eli (Michel Blanc) et sa fille Justine (Mélanie Laurent).
La famille, c'est compliqué. Surtout quand Eli, bientôt 60 ans, attend un enfant de sa nouvelle femme. À l'annonce de la nouvelle, ses deux grandes filles, « Dom » (Dominique), qui cherche à adopter, et « Ju » (Justine), qui passe d'un petit ami à l'autre sans beaucoup d'états d'âme, sont ébranlées. Pour se rapprocher de Justine avec qui il n'a jamais pu s'entendre, Eli a la bonne idée de se lier d'amitié avec tous ses ex... à son insu. Et lorsque Justine retombe amoureuse et qu'Eli s'apprête à tout gâcher, la famille est sur le point d'imploser. Tout ce petit monde va-t-il parvenir à se réconcilier avant qu'il ne soit trop tard ?

## Fiche technique

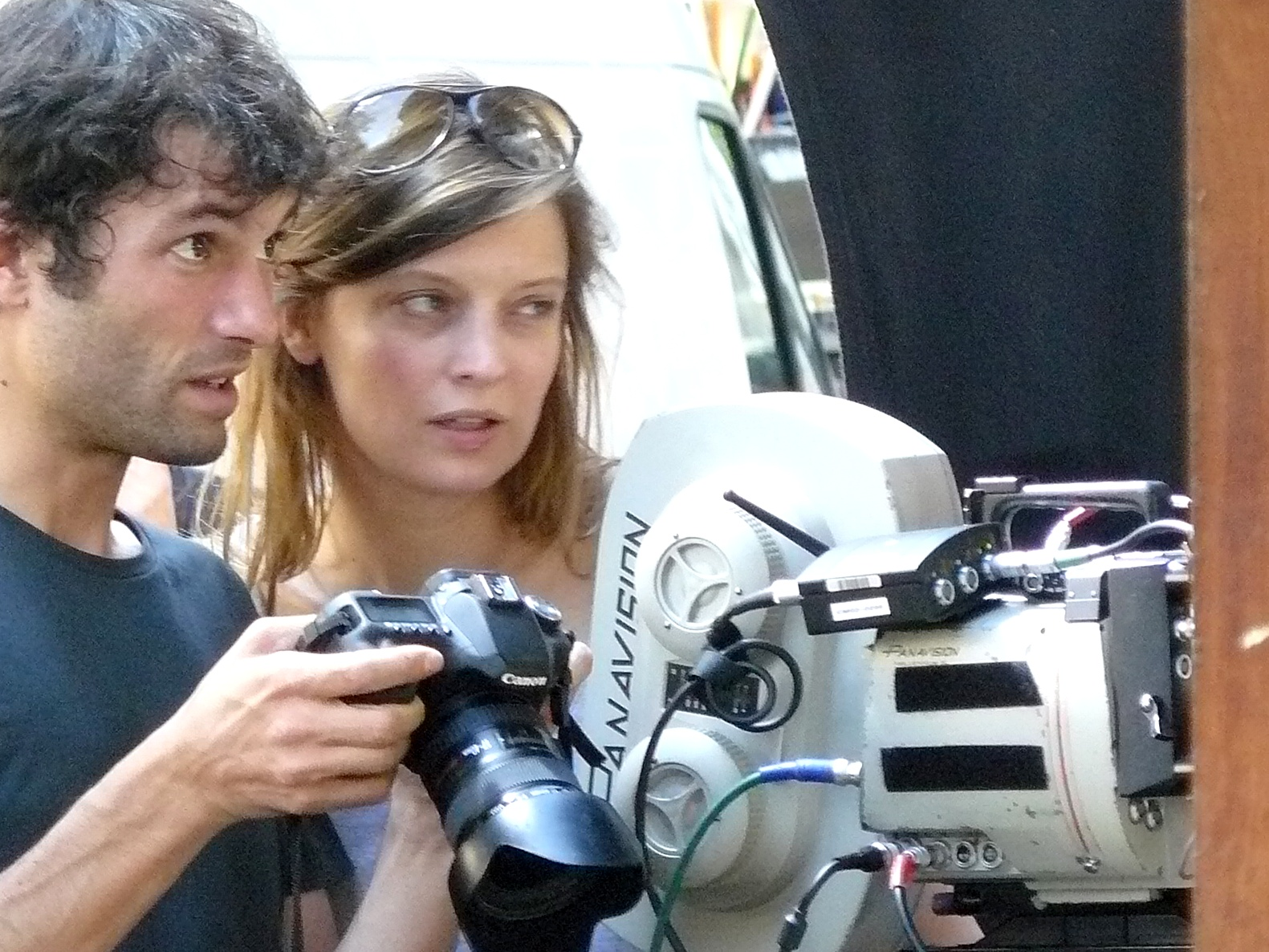
Jennifer Devoldère sur le tournage du film, en juillet 2010.

- Titre original : Et soudain, tout le monde me manque
- Titre anglais : The Day I Saw Your Heart
- Réalisation :  Jennifer Devoldère
- Scénario : Jennifer Devoldère, Romain Lévy et Cécile Sellam
- Production : Aïssa Djabri et Farid Lahouassa (Vertigo Production)
- Producteur délégué : Denis Penot
- Musique : Nathan Johnson
- Photographie : Laurent Tangy
- X-ray Artwork: Hugh Turvey
- Montage : Stéphane Pereira
- Costumes : Emmanuelle Youchnowski
- Distribution : UGC
- Pays :  France
- Langue : français
- Genre : comédie dramatique
- Durée : 94 minutes

## Distribution
- Mélanie Laurent : Justine

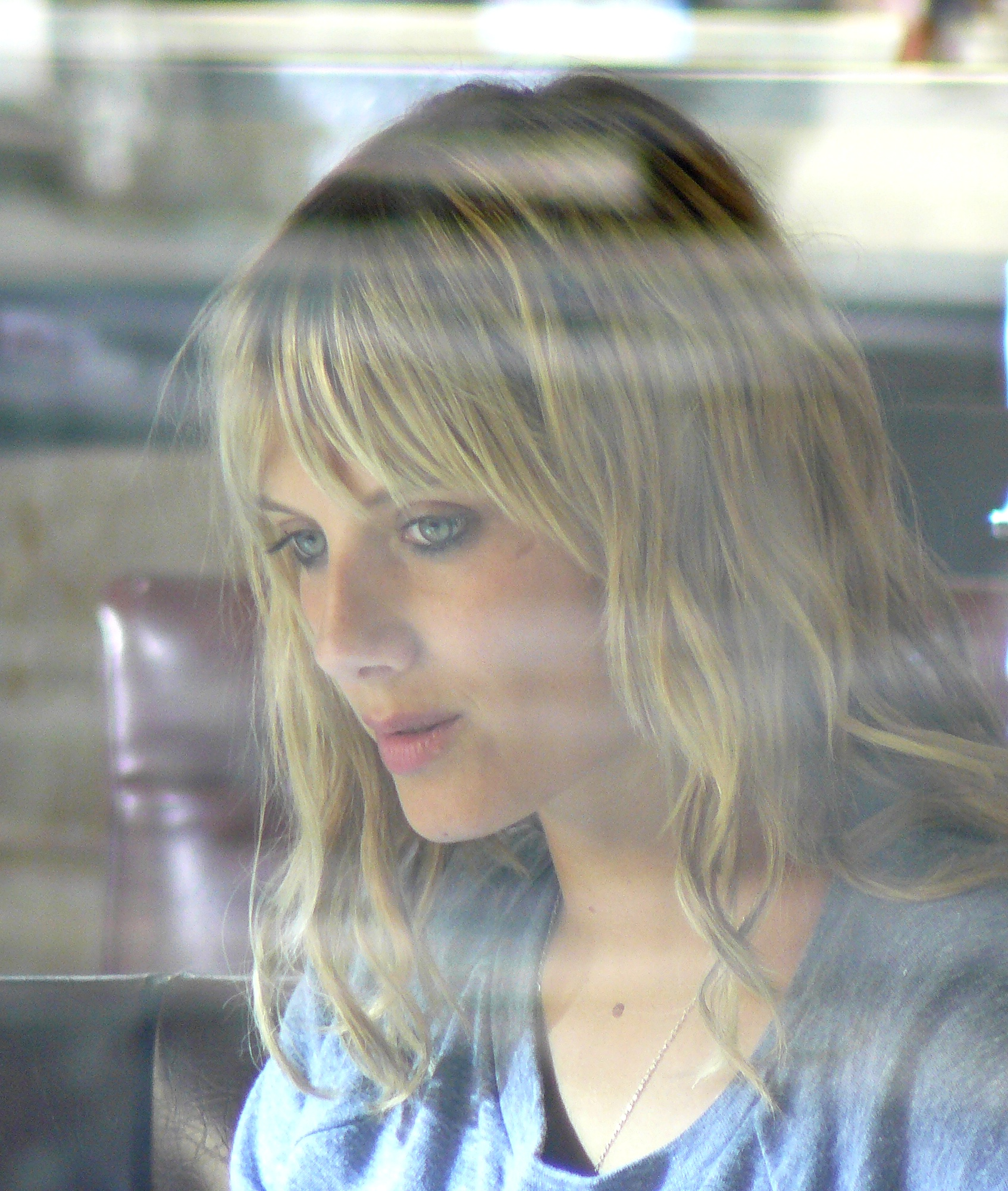
Mélanie Laurent sur le tournage du film en juillet 2010.

- Michel Blanc : Eli, le père de Justine (60 ans)
- Florence Loiret Caille : Dominique, la fille aînée d'Eli, demi-sœur de Justine
- Claude Perron : Suzanne, la jeune compagne d'Eli, enceinte
- Guillaume Gouix : Sami, le petit ami de Justine, employé dans une boutique de chaussure et boxeur amateur
- Sébastien Castro : Bertrand, le mari de Dominique
- Géraldine Nakache : Cécilia, la collègue et amie de Justine
- Manu Payet : Atom Kazabian, le dernier ex de Justine, performeur de stand-up d'origine arménienne
- Karina Beuthe : Kirsten, la patiente galeriste
- Jean-Yves Roan : le docteur Katz
- Romain Levy : Alex, un ex de Justine, employé d'Eli dans le Sentier
- Alexandre Steiger : Mathias, un ex de Justine, employé d'Eli dans le Sentier
- Habibur Rahman : Mahboob, un employé d'Eli dans le Sentier
- Assane Seck : Malik
- Achille Ndari : Jeff
- Samir De Luca : Seb
- Daniel Cohen : le rabbin Youchnovski
- Luce Mouchel : le docteur Carlier
- Gisèle Torterolo : la psy
- Xavier Goulard : le cardiologue
- Arnaud Lemort : le vendeur du magasin de golf
- Jeanne Ferron : la dame des toilettes
- Valérie Flan et Jean-Christophe Clément : les voisins de table
- Kev Adams : lui-même
- Nicolas Chupin : Le vendeur Starbucks
- Indiana Rhazal : La vendeuse Starbucks
- Françoise Vallon : Sandrine
- Camille Chamoux : Camille
- Danièle Cohen : L'infirmière de la maternité
- Malik Bentalha : Comédien du stand-up
- Eric Delva : Médecin accoucheur
- Claude Sésé : Joe
- David Serero : Chanteur kaddish (non crédité)

## Lieu de tournage
Sauf indication contraire ou complémentaire, les informations mentionnées dans cette section proviennent du générique de fin de l'œuvre audiovisuelle présentée ici.Le tournage s'est déroulé pendant huit semaines à Paris et dans sa banlieue. On peut ainsi distinguer dans le film la rue de Montmorency, dans le 3e arrondissement de Paris (quartier du Marais), ou encore l'avenue des Fusillés de Chateaubriant de Saint-Maur-des-Fossés.

## Production
Le film est produit par Aïssa Djabri et Farid Lahouassa pour Vertigo Productions (Tout ce qui brille). Coproduction de TF1 Films Productions.
La distribution française est assurée par UGC et la distribution à l'international par TF1 International.

## Autour du film
A plusieurs occasions, à la sortie de la salle de stand-up, on peut lire les noms des artistes qui s'y produisent : « Atom Kazabian, Camille Chamoux, Kev Adams, Malik Bentalha ». Si Atom Kazabian est le personnage joué Manu Payet, les autres artistes sont interprétés par eux-mêmes lors de caméos.

## Bande originale
Sauf indication contraire, les informations mentionnées dans cette section peuvent être confirmées par le générique de fin de l'œuvre audiovisuelle présentée ici, ainsi que par la base de données cinématographiques IMDb,  présente dans la section « Liens externes ».
- Regina Spektor - On the Radio
- Nina Simone - Feeling Good
- Mildred J. Hill & Patty Hill - Joyeux Anniversaire
- David Bowie - Modern Love
- Cat Stevens - Wild World
- Avishai Cohen trio - Aurora

## Accueil critique
Passé globalement inaperçu, le film a été un échec critique, accumulant les défauts de fond et de forme tels que résumés par exemple dans le n° 44 du cinézine Salle obscure par Captain Cinémax :
« Pour la forme, ça va aller vite : c'est du téléfilm. (Télé)filmé comme un épisode moyen de Julie Lescaut, production TF1 oblige... encore que certains épisodes des séries de TF1 puissent être bien réalisés, eux. Ce n'est pas le cas ici. Mais si un bon film mal filmé pourrait encore s'en sortir, on ne peut évidemment rien pour un mauvais film mal filmé. C'est le cas ici. [...]
Le défaut de fond du film est d'hésiter en permanence entre le comique de bon aloi et la comédie de mœurs, sans jamais choisir son camp mais avec un faible potentiel comique de toutes façons, qui aurait dû inspirer à Jennifer Devoldère la voie à suivre... ou disons une voie, en tout cas. La réalisatrice ne sait jamais sur quel pied danser et le spectateur non plus, par la force des choses. Godillant sans réelle direction ni direction d'acteurs, on ne voit plus que le naufrage d'un casting pourtant excellent sur le papier. Le personnage de Mélanie Laurent est tellement tête à claques qu'on n'arrive jamais à avoir de vraie sympathie pour elle, et Michel Blanc nous fait carrément regretter de n'avoir pas terminé sa carrière après Jean-Claude Dusse et Monsieur Hire, pas crédible une seule seconde en père Juif infantile et incompétent, et pas davantage en pseudo-commerçant du Sentier — sans accent, contrairement aux truculents personnages de la petite bande de La Vérité si je mens, et visiblement pas à l'aise dans son rôle, probablement conscient du naufrage. Et le reste est à l'avenant. Sans réel scénario ni histoire crédible, difficile de donner le meilleur de soi, en effet. À ce jeu-là, ce sont Claude Perron, Florence Loiret-Caille et Manu Payet qui s'en sortent le mieux, peut-être aussi parce qu'ils n'ont pas de personnages — poussivement — comiques à interpréter, et Guillaume Gouix qui s'affirme ici comme la bonne surprise de ce raté insipide, démontrant un vrai jeu d'acteur là où il n'y a pas de vraie réalisation [...], tandis que Géraldine Nakache, totalement sous-exploitée et cantonnée à un rôle in fine ni comique ni sympathique, ne profite pas davantage du film que celui-ci ne profite d'elle : au royaume des inutiles, Devoldère est reine... »
Malgré des critiques parfois sévères, le film s'en sort un peu mieux côté spectateurs, avec une note moyenne de 2,8/5 sur le site AlloCiné.